# 산드라 처치

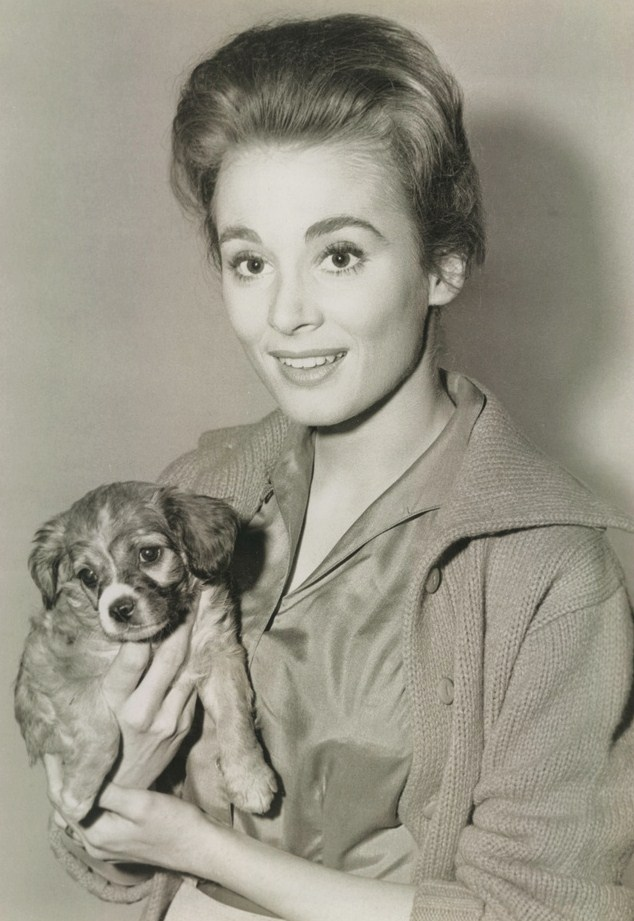

산드라 처치(Sandra Church, 1933년 1월 13일 ~ )는 미국의 배우, 가수, 영화배우이다.
샌프란시스코에서 태어났다.

## 영화
- 감옥선 (1988년)
- 어글리 아메리칸 (1963년)